# Погорелка (Владимирская область)
Погорелка — деревня в Ковровском районе Владимирской области России, входит в состав Клязьминского сельского поселения.

## География
Деревня расположена в 14 км на юго-запад от центра поселения села Клязьменский Городок и в 4 км на восток от райцентра города Ковров.

## История
В конце XIX — начале XX века деревня входила в состав Осиповской волости Ковровского уезда. В 1859 году в деревне числилось 14 дворов, в 1905 году — 12 дворов, в 1926 году — 20 дворов.
С 1929 года деревня входила в состав Игумновского сельсовета Ковровского района, с 1940 года — в составе Осиповского сельсовета, с 2005 года — в составе Клязьминского сельского поселения.

## Население
| 1859 | 1905 | 1926 | 2002 | 2010 | 2021 |
| ---- | ---- | ---- | ---- | ---- | ---- |
| 119  | ↘61  | ↗117 | ↘33  | →33  | ↗41  |